# فيليبي بينتو
فيليبي بينتو (بالبرتغالية: Filipe Pinto‏) هو مغني برتغالي، ولد في 3 يوليو 1988 في إنفيستا في البرتغال.

## وصلات خارجية
- فيليبي بينتو على موقع IMDb (الإنجليزية)
- فيليبي بينتو على موقع ميوزك برينز (الإنجليزية)